# Kapinci
Kapinci is een plaats in de gemeente Sopje in de Kroatische provincie Virovitica-Podravina. De plaats telt 211 inwoners (2001).